# Leszek Gałysz

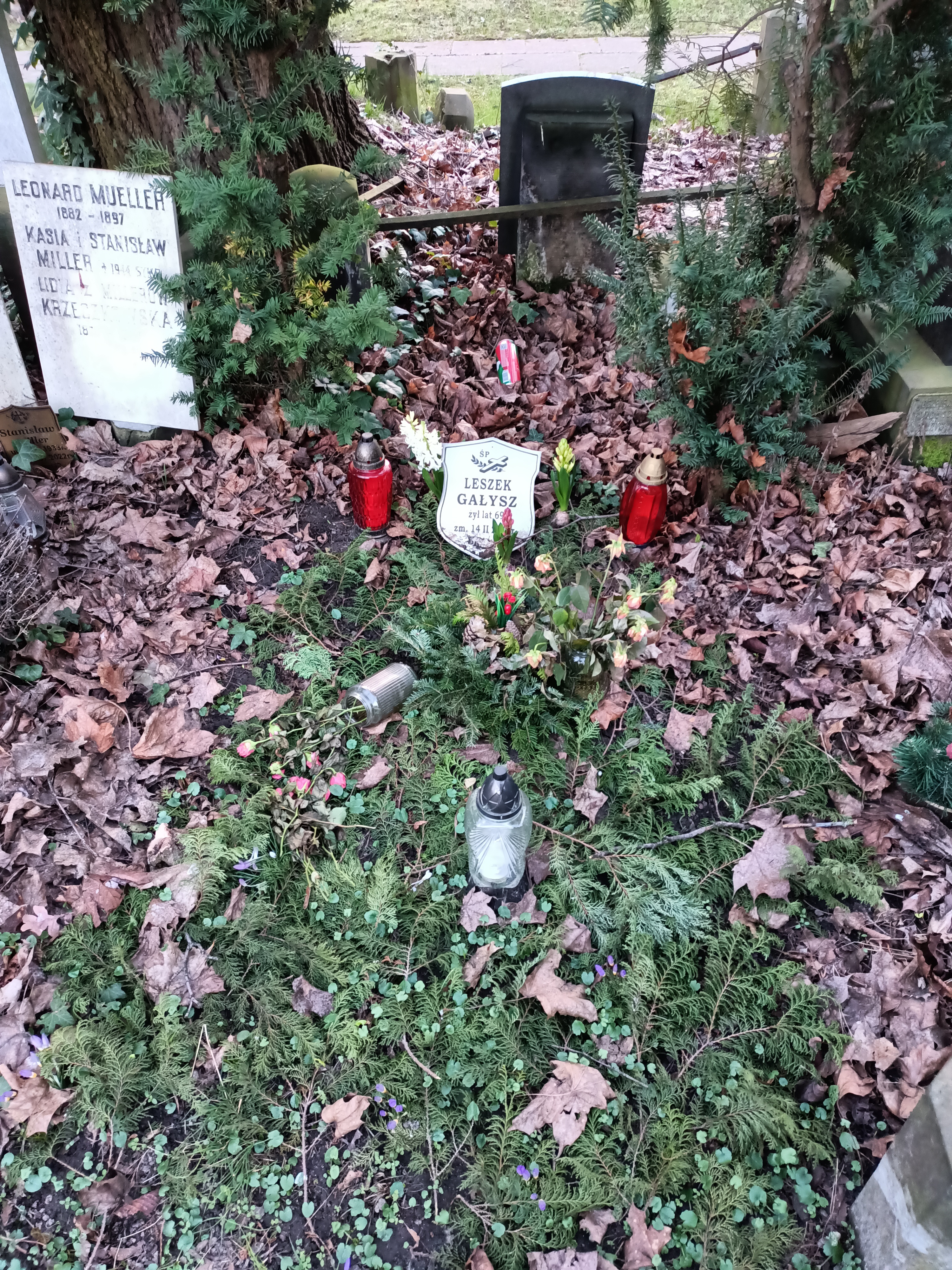
Grób Leszka Gałysza na cmentarzu ewangelicko-augsburskim

Leszek Marek Gałysz (ur. 29 października 1948 w Leszkowicach, zm. 14 lutego 2018 w Warszawie) – polski reżyser, scenarzysta, autor projektów plastycznych, animator i producent. Właściciel studia grafiki filmowej J&P Studio, współwłaściciel studia Kuchnia Filmowa.
Jest jednym z bohaterów książki Jerzego Armaty Anima. Mistrzowie polskiej animacji (wyd. EGoFILM, Warszawa 2025).
Pochowany na cmentarzu ewangelicko-augsburskim w Warszawie (aleja 32, grób 50).

## Odznaczenia
- Srebrny Medal „Zasłużony Kulturze Gloria Artis” (2008)[5]

## Filmografia
Wybrane filmy, przy których pracował Leszek Gałysz:
- Pomysłowy Dobromir – założenia serii
- Dixie (1981)
- O dwóch takich, co ukradli księżyc (1984–1989)
- Jacek i Placek – pełnometrażowy film animowany(1992)
- Film pod strasznym tytułem (1996)
- Odwrócona góra albo film pod strasznym tytułem (1999)
- Tytus, Romek i A’Tomek wśród złodziei marzeń (2002)
- Bukolandia (1997–2006)
- Szalony zegar (2009)
- Rybak na dnie morza (2011)

## Komiksy
- Jacek i Placek – komiksowa adaptacja pierwszego odcinka serialu animowanego „O dwóch takich co ukradli księżyc”, sc. Krzysztof Kowalski i Leszek Gałysz, rys. Leszek Gałysz, Agencja Wydawnicza „Varsovia” Spółdzielnia Pracy Dziennikarzy, Warszawa 1987, ISBN 83-85018-14-X.